# Androsace hookeriana
Androsace hookeriana är en viveväxtart som beskrevs av Friedrich Wilhelm Klatt. Androsace hookeriana ingår i släktet grusvivor, och familjen viveväxter. Inga underarter finns listade i Catalogue of Life.